# Брейк-данс (фільм)
Брейк-данс (англ. Breakin') — американська кінокомедія 1984 року режисера Джоела Сілберга.

## Сюжет
Келлі, Озон і Турбо — прекрасно танцюють кожен у своєму стилі. Вони об'єднують свої зусилля для того, щоб перемогти в змаганнях з танців і здобути визнання.

## У ролях
| Актор                | Роль               |
| -------------------- | ------------------ |
| Люсінда Дікі         | Келлі / Спешал Кей |
| Адольфо Квінонес     | Озон / Орландо     |
| Майкл Чемберс        | Турбо / Тоні       |
| Бен Локі             | Франко             |
| Крістофер Макдональд | Джеймс             |
| Фінеас Ньюборн III   | Адам               |
| Бруно Фалкон         | Електро Рок 1      |
| Тімоті Соломон       | Електро Рок 2      |
| Ана Марі Санчез      | Електро Рок 3      |
| Айс-Ті               | репер              |
| Мішель Кіссі         | перехожий          |
| Жан-Клод Ван Дамм    | глядач             |
| Джордж «Бак» Флауер  |                    |